# Młynarze (powiat Makowski)
Młynarze is een dorp in het Poolse woiwodschap Mazovië, in het district Makowski. De plaats maakt deel uit van de gemeente Młynarze.